# Yarlung Tsangpo

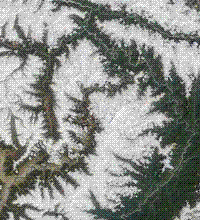
Cañón Tsangpo en el centro el monte Namcha Barwa.

El Gran Cañón del Yarlung Zangbo (en chino simplificado: 雅鲁藏布大峡谷) es un profundo y largo cañón ubicado en el sudeste del Tíbet, recorrido por el río Yarlung Tsangpo, usualmente llamado "Zangbo" (ཙང་པོ་ en tibetano, significa "purificador"). El río se origina en el monte Kailāsh y recorre unos 1700 km drenando la región septentrional de los montes Himalaya tras entrar en las gargantas cercanas a Pe. El cañón tiene una longitud de unos 400 km a partir del monte Namcha Barwa (7756 m) y atraviesa varios elevados y escarpados cordones montañosos. Sus aguas caen desde aproximadamente 3000 m en las cercanías de Pe hasta el fin del cañón, descendiendo 2240 m durante 200 km entre grandes paredones de más de 1500 metros de altura; por este motivo abundan en el curso las cascadas, los saltos y torbellinos, estando constantemente espumosas las aguas. Tras recorrer la cadena oriental del Himalaya, el río ingresa en el estado indio de Arunachal Pradesh donde comienza a ser llamado Brahmaputra.

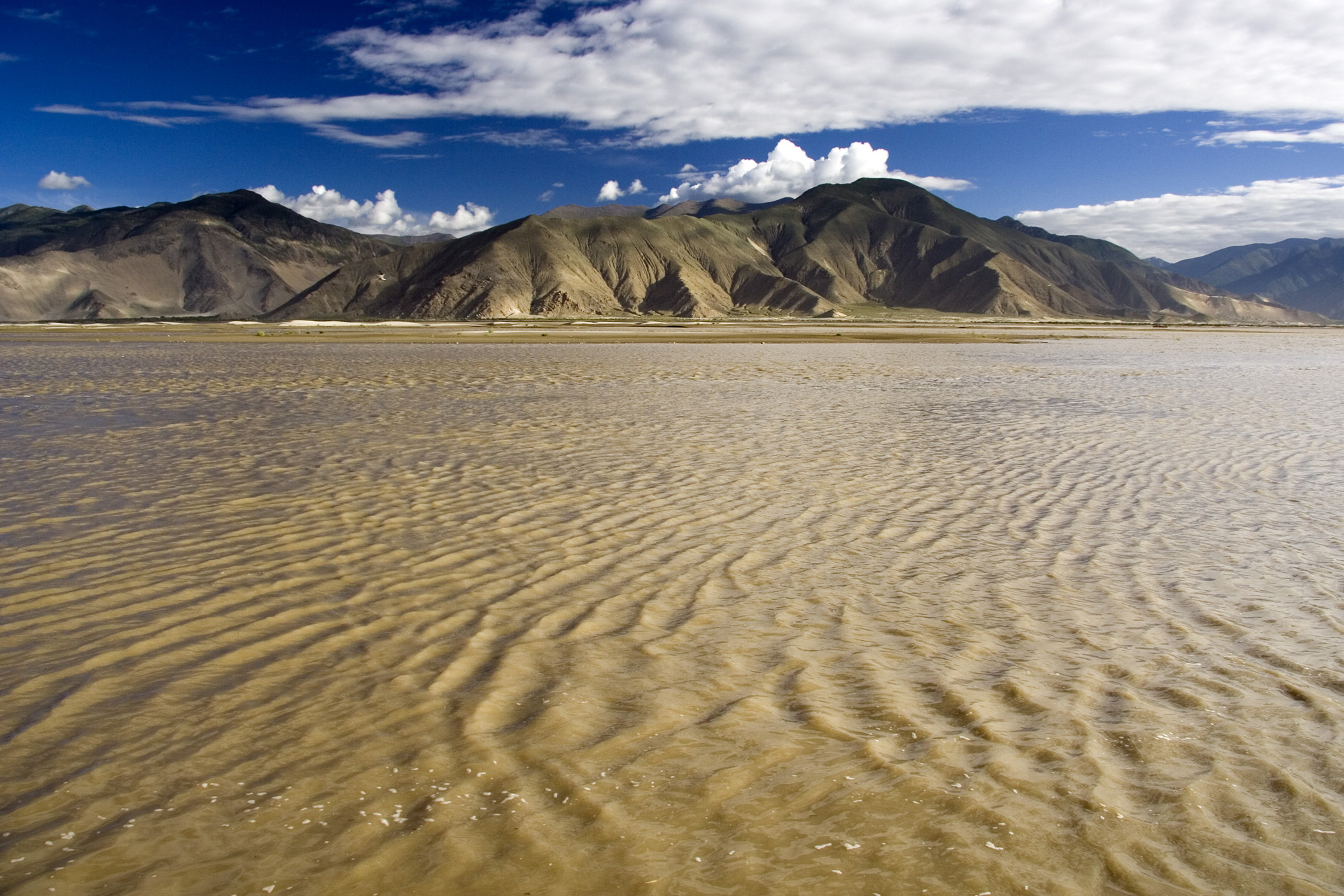
Río Yarlung en el Tíbet.

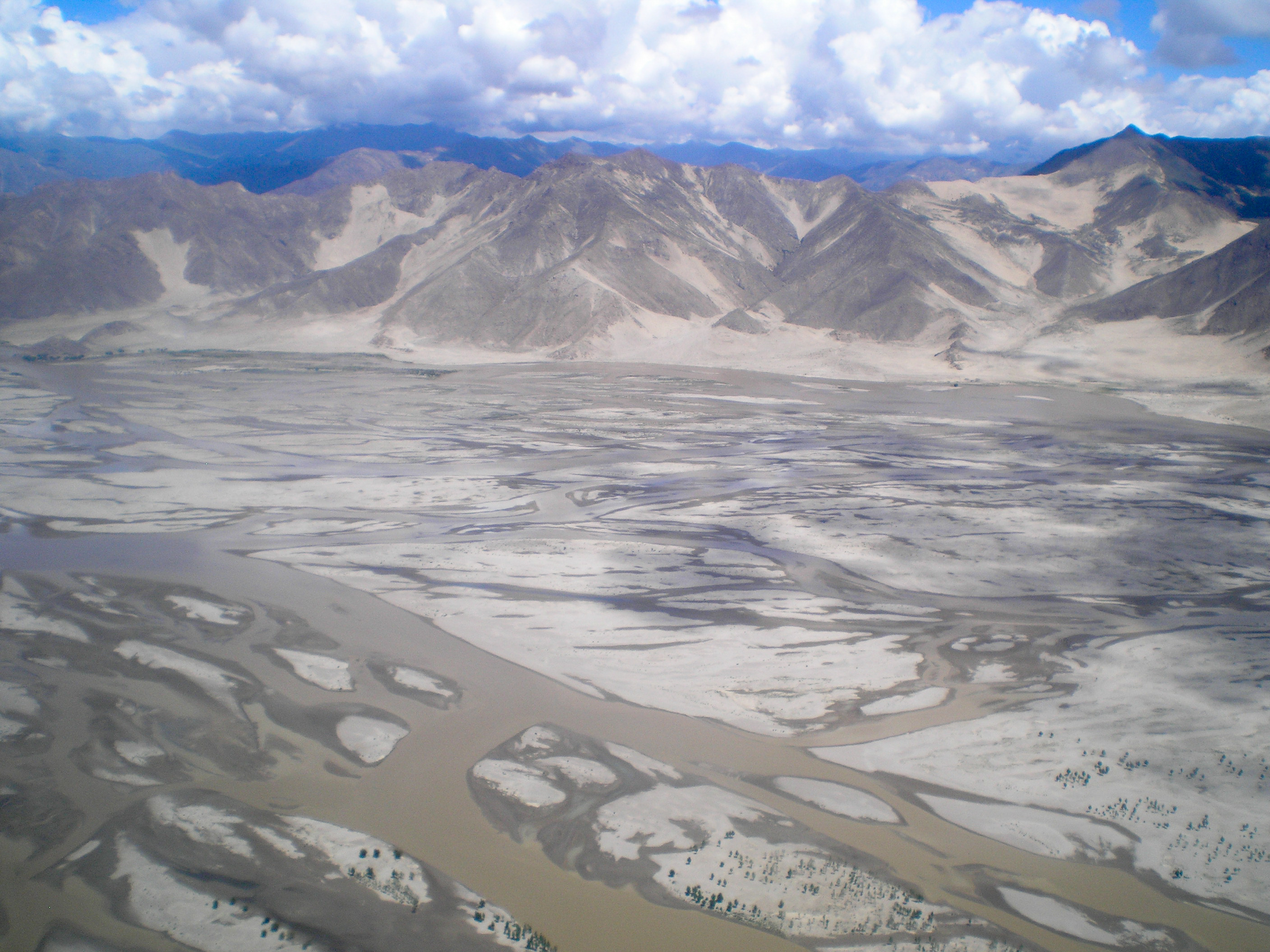
Río Yarlung en el Tíbet.